# Ставішин-Лазиська
Ставішин-Лазиська (пол. Stawiszyn-Łaziska) — село в Польщі, у гміні Бежунь Журомінського повіту Мазовецького воєводства.
Населення — 167 осіб (2011).
У 1975-1998 роках село належало до Цехановського воєводства.

## Демографія
Демографічна структура станом на 31 березня 2011 року:
|          | Загалом | Допрацездатний вік | Працездатний вік | Постпрацездатний вік |
| -------- | ------- | ------------------ | ---------------- | -------------------- |
| Чоловіки | 78      | 17                 | 52               | 9                    |
| Жінки    | 89      | 20                 | 43               | 26                   |
| Разом    | 167     | 37                 | 95               | 35                   |